# ヴァルトガイスト
ヴァルトガイスト (Waldgeist) はイギリス生産、フランス調教の競走馬である。主な勝ち鞍は2016年クリテリウムドサンクルー(GI)、2018年サンクルー大賞(GI)、2019年ガネー賞(GI)、凱旋門賞(GI)。
牡馬としては小柄な体格で、2018年香港ヴァーズ出走時の馬体重は927ポンド（約420.48kg）であった。

## 戦績
2014年2月18日にイギリスで誕生。フランスの名門アンドレ・ファーブル厩舎から2016年9月にデビュー。3戦目のクリテリウムドサンクルーで2着ベストソリューションを破ってG1初制覇。
2017年はジョッケクルブ賞(仏ダービー)での僅差の2着に入るなど善戦を続けたものの、年間を通して未勝利に終わった。
2018年5月のエドゥヴィユ賞で2歳戦以来となる久々の勝ち星を挙げると、続くシャンティイ大賞も3馬身差で快勝。迎えたサンクルー大賞で2着コロネットとの争いをハナ差制して2度目のG1タイトルを手にした。秋は日本からクリンチャーも出走していたフォワ賞で鋭い瞬発力を発揮し、2馬身半差で完勝。これで4連勝とし、主戦のピエールシャルル・ブドーも「今年になってフィジカルもメンタルも非常に成長して、足りなかった小さなパーツたちが集まってきた」と成長ぶりを讃えた。本番の凱旋門賞では牡馬の大将格としてエネイブルに次ぐ2番人気に推されたが、後方から差を詰めたものの4着に敗れた。その後はブリーダーズカップ・ターフ、香港ヴァーズと世界を転戦したが、それぞれ5着、4着に終わった。
2019年始動戦のガネー賞で前年の仏ダービー馬スタディオブマンに4馬身半差をつけて圧勝し、3度目のG1制覇を飾った。その後はイギリスに遠征し、プリンスオブウェールズステークスでクリスタルオーシャン、マジカルに次ぐ3着、キングジョージ6世&クイーンエリザベスステークスではエネイブルとクリスタルオーシャンの壮絶な叩き合いに食らいついて約2馬身差の3着と善戦を続けた。フォワ賞では直線で逃げたキセキを交わして先頭に立つと、ウェイトゥパリスに2馬身差を付ける完勝で連覇を達成した。
続く本番の第98回凱旋門賞は重馬場での開催となる。ヴァルトガイストは陣営からも速い馬場が得意と評されており、エネイブルのジョン・ゴスデン調教師からもライバル視するのは「雨が降らない場合」とされていた。しかし当日は重い馬場を苦にせず、史上初の凱旋門賞三連覇を狙ったエネイブルをゴール前で差し切り、JRAオッズ9番人気、現地オッズでも5番人気タイの評価を覆して優勝。フォワ賞の勝ち馬としては1984年のサガス以来、5歳以上の馬としては2002年のマリエンバード以来の優勝となった。そしてこのレースを最後に現役を引退した。

## 種牡馬入り後
2020年よりアイルランドのバリーリンチスタッドで種牡馬となる。
2025年よりドイツのゲシュティート・ルンツェンに移動し、種牡馬生活を続けることになった。

## 競走成績
以下の内容は、Racing Postの情報に基づく。
| 出走日     | 競馬場             | 競走名                                         | 格 | 距離    | 着順 | 騎手         | 着差      | 1着（2着）馬          |
| ---------- | ------------------ | ---------------------------------------------- | -- | ------- | ---- | ------------ | --------- | --------------------- |
| 2016.09.08 | シャンティイ       | 未勝利                                         |    | 芝8f    | 1着  | P.ブドー     | 2馬身     | （Called to the Bar） |
| 0000.10.08 | シャンティイ       | コンデ賞                                       | G3 | 芝9f    | 3着  | P.ブドー     | 1/2馬身   | Frankuus              |
| 0000.10.30 | サンクルー         | クリテリウムドサンクルー                       | G1 | 芝10f   | 1着  | P.ブドー     | 1馬身     | （Best Solution）     |
| 2017.05.08 | サンクルー         | グレフュール賞                                 | G2 | 芝10f   | 2着  | P.ブドー     | 2馬身1/2  | Recoletos             |
| 0000.06.04 | シャンティイ       | ジョッケクルブ賞                               | G1 | 芝10.5f | 2着  | P.ブドー     | 短頭      | ブラムト              |
| 0000.07.01 | カラ               | 愛ダービー                                     | G1 | 芝12f   | 4着  | P.ブドー     | 2馬身     | Capri                 |
| 0000.10.07 | アスコット         | カンバーランドロッジステークス                 | G3 | 芝12f   | 2着  | V.シュミノー | クビ      | Danehill Kodiac       |
| 0000.11.01 | ミュンヘン         | バイエルン大賞                                 | G1 | 芝12f   | 4着  | P.ブドー     | 2馬身     | Guignol               |
| 2018.04.08 | パリロンシャン     | アルクール賞                                   | G2 | 芝10f   | 5着  | P.ブドー     | 2馬身1/2  | Air Pilot             |
| 0000.05.06 | パリロンシャン     | エドゥヴィユ賞                                 | G3 | 芝12f   | 1着  | P.ブドー     | 1馬身1/2  | （Way To Paris）      |
| 0000.06.03 | シャンティイ       | シャンティイ大賞                               | G2 | 芝12f   | 1着  | P.ブドー     | 3馬身     | （Dschingis Secret）  |
| 0000.07.01 | サンクルー         | サンクルー大賞                                 | G1 | 芝12f   | 1着  | P.ブドー     | ハナ      | （Coronet）           |
| 0000.09.16 | パリロンシャン     | フォワ賞                                       | G2 | 芝12f   | 1着  | P.ブドー     | 2馬身1/2  | （Talismanic）        |
| 0000.10.07 | パリロンシャン     | 凱旋門賞                                       | G1 | 芝12f   | 4着  | P.ブドー     | 1馬身3/4  | Enable                |
| 0000.11.03 | チャーチルダウンズ | ブリーダーズカップ・ターフ                     | G1 | 芝12f   | 5着  | P.ブドー     | 13馬身1/2 | Enable                |
| 0000.12.09 | 沙田               | 香港ヴァーズ                                   | G1 | 芝12f   | 5着  | P.ブドー     | 4馬身1/2  | Exultant              |
| 2019.04.28 | パリロンシャン     | ガネー賞                                       | G1 | 芝10.5f | 1着  | P.ブドー     | 4馬身1/2  | （Study Of Man）      |
| 0000.06.19 | アスコット         | プリンスオブウェールズステークス               | G1 | 芝10f   | 3着  | P.ブドー     | 4馬身1/2  | Crystal Ocean         |
| 0000.07.27 | アスコット         | キングジョージ6世&クイーンエリザベスステークス | G1 | 芝12f   | 3着  | P.ブドー     | 2馬身     | Enable                |
| 0000.09.15 | パリロンシャン     | フォワ賞                                       | G2 | 芝12f   | 1着  | P.ブドー     | 2馬身     | （Way to Paris）      |
| 0000.10.06 | パリロンシャン     | 凱旋門賞                                       | G1 | 芝12f   | 1着  | P.ブドー     | 1馬身3/4  | （Enable）            |

## 血統表
| ヴァルトガイストの血統  | ヴァルトガイストの血統         | ヴァルトガイストの血統  | （血統表の出典）        | （血統表の出典） |
| 父系                    | サドラーズウェルズ系           | サドラーズウェルズ系    | サドラーズウェルズ系    | [ § 2 ]          |
| 父 Galileo 1998 鹿毛    | 父の父Sadler's Wells 1981 鹿毛 | Northern Dancer         | Nearctic                | Nearctic         |
| 父 Galileo 1998 鹿毛    | 父の父Sadler's Wells 1981 鹿毛 | Northern Dancer         | Natalma                 |                  |
| 父 Galileo 1998 鹿毛    | 父の父Sadler's Wells 1981 鹿毛 | Fairy Bridge            | Bold Reason             | Bold Reason      |
| 父 Galileo 1998 鹿毛    | 父の父Sadler's Wells 1981 鹿毛 | Fairy Bridge            | Special                 |                  |
| 父 Galileo 1998 鹿毛    | 父の母Urban Sea 1989 栗毛      | Miswaki                 | Mr.Prospector           | Mr.Prospector    |
| 父 Galileo 1998 鹿毛    | 父の母Urban Sea 1989 栗毛      | Miswaki                 | Hopespringseternal      |                  |
| 父 Galileo 1998 鹿毛    | 父の母Urban Sea 1989 栗毛      | Allegretta              | Lombard                 | Lombard          |
| 父 Galileo 1998 鹿毛    | 父の母Urban Sea 1989 栗毛      | Allegretta              | Anatevka                |                  |
| 母 Waldlerche 2009 栗毛 | 母の父Monsun 1990 黒鹿毛       | Königsstuhl             | Dschingis Khan          | Dschingis Khan   |
| 母 Waldlerche 2009 栗毛 | 母の父Monsun 1990 黒鹿毛       | Königsstuhl             | Konigskronung           |                  |
| 母 Waldlerche 2009 栗毛 | 母の父Monsun 1990 黒鹿毛       | Mosella                 | Surumu                  | Surumu           |
| 母 Waldlerche 2009 栗毛 | 母の父Monsun 1990 黒鹿毛       | Mosella                 | Monasia                 |                  |
| 母 Waldlerche 2009 栗毛 | 母の母Waldmark 2000 栗毛       | Mark of Esteem          | Darshaan                | Darshaan         |
| 母 Waldlerche 2009 栗毛 | 母の母Waldmark 2000 栗毛       | Mark of Esteem          | Homage                  |                  |
| 母 Waldlerche 2009 栗毛 | 母の母Waldmark 2000 栗毛       | Wurftaube               | Acatenango              | Acatenango       |
| 母 Waldlerche 2009 栗毛 | 母の母Waldmark 2000 栗毛       | Wurftaube               | Wurfbahn                |                  |
| 母系(F-No.)             | 5号族(FN:5-f)                  | 5号族(FN:5-f)           | 5号族(FN:5-f)           | [ § 3 ]          |
| 5代内の近親交配         | Surumu4×5=9.38%（母内）        | Surumu4×5=9.38%（母内） | Surumu4×5=9.38%（母内） | [ § 4 ]          |
| 出典                    | 1. 2. 3. 4.                    | 1. 2. 3. 4.             | 1. 2. 3. 4.             | 1. 2. 3. 4.      |

- 母Waldlercheは仏G3ペネロープ賞の勝ち馬[10]。
- 半妹Waldlied（父ニューアプローチ）は仏G2マルレ賞の勝ち馬[11]。
- 母の半兄マスクドマーヴェル（英語版）（父モンジュー）は2011年の英セントレジャー勝ち馬[12]。
- 祖母の半弟Waldparkは2011年の独ダービー勝ち馬[13]。
- 3代母の半妹Wurfspielの仔に2016年マンノウォーステークスの勝ち馬Wake Forest[14]、孫に2018年クリテリウムドサンクルーの勝ち馬Wonderment[15]がいる。
- 11代母Wally（ドイツ産馬）[16]から本馬に至るまで牝系祖先が全てイニシャルがWの馬で構成されているドイツ牝系の出身であり、本馬の馬名もドイツ語で「森の精」を意味する。
  - 9代母Waldrun[17]は母としてWildbahn（1954年独オークス）、Windfang（1957年バーデン大賞）、Wilderer（1958年独ダービー)、Waidmann（1959年独2000ギニー)、Waidmannsheil（1960年アラルポカル）と5頭の大競走優勝馬を送り出した名繁殖牝馬で、孫世代にもWiesenblüte（1959年独1000ギニー）、Windbruch（1961年・1962年ノルトラインヴェストファーレン大賞、1962年アラルポカル）などがいる。